# Njarmajacha
La Njarmajacha (in russo Нярмаяха?) è un fiume della Russia europea settentrionale, scorre nel territorio del Priural'skij rajon nel Circondario autonomo Jamalo-Nenec. È un tributario di destra della Kara.
Il fiume nasce sulle pendici nord-occidentali degli Urali polari. Nel corso superiore attraversa diversi laghi, uno dei quali è il Njarmato. La direzione della corrente è settentrionale. Dopo essersi unito al torrente Charapėšor cambia direzione verso ovest. Scorre attraverso diversi canyon, formando rapide e cascate. Sfocia nella Kara a 150 km dalla foce. La lunghezza del fiume è di 81 km. Il Njarmajacha è frequentato dagli appassionati di sport acquatici.